# 富路镇
富路镇，是中华人民共和国黑龙江省齐齐哈尔市富裕县下辖的一个乡镇级行政单位。

## 行政区划
富路镇下辖以下地区：
富路村、来克村、红星村、万宝村、长发村、解放村、大岗子村、长兴村、永太村、福合村、得胜村、龙水泉村和兴隆村。